# 특명 8호
특명 8호는 한국에서 제작된 최영철 감독의 1978년 전쟁 영화이다. 최성 등이 주연으로 출연하였고 이우석 등이 제작에 참여하였다.

## 출연

### 주연
- 최성
- 김향미
- 이대엽
- 박암

### 조연
- 최봉
- 최성호
- 진봉진
- 최무웅
- 전숙
- 이강조
- 최재호

## 제작진
- 조명: 김윤덕
- 녹음: 손인호
- 미술: 이명수
- 특수효과: 이문걸
- 소품: 이월호